# Robert Hooks
Robert Hooks, pseudonimo di Bobby Dean Hooks (Washington, 18 aprile 1937), è un attore statunitense.

## Filmografia parziale

### Cinema
- Sweet Love - Dolce amore (Sweet Love, Bitter), regia di Herbert Danska (1967)
- E venne la notte (Hurry Sundown), regia di Otto Preminger (1967)
- La poiana vola sul tetto (Last of the Mobile Hot Shots), regia di Sidney Lumet (1970)
- Detective G (Trouble Man), regia di Ivan Dixon (1972)
- Aaron Loves Angela, regia di Gordon Parks Jr. (1975)
- Airport '77, regia di Jerry Jameson (1977)
- Fast-Walking, regia di James B. Harris (1982)
- Star Trek III - Alla ricerca di Spock (Star Trek III: The Search for Spock), regia di Leonard Nimoy (1984)
- Passenger 57 - Terrore ad alta quota (Passenger 57), regia di Kevin Hooks (1992)
- Posse - La leggenda di Jessie Lee (Posse), regia di Mario Van Peebles (1993)
- Inseguiti (Fled), regia di Kevin Hooks (1996)

### Televisione
- N.Y.P.D. – serie TV, 49 episodi (1967-1969)
- Carter's Army – film TV (1970)
- La pattuglia dei doberman al servizio della legge (Trapped), regia di Frank De Felitta – film TV (1973)
- F.B.I. (The F.B.I.) – serie TV, 2 episodi (1969-1974)
- A Woman Called Moses – miniserie TV (1978)
- Madame X – film TV (1981)
- The Sophisticated Gents – miniserie TV (1981)
- Sorella sorella (Sister, Sister) – film TV (1982)
- Dynasty – serie TV, 3 episodi (1984)
- T.J. Hooker – serie TV, 2 episodi (1983-1985)
- Heat Wave - Onda di fuoco (Heat Wave) – film TV (1990)
- Willy, il principe di Bel-Air (The Fresh Prince of Bel-Air) – serie TV, un episodio (1993)
- La signora in giallo (Murder, She Wrote) – serie TV, episodi 2x19-11x12 (1986-1995)
- M.A.N.T.I.S. – serie TV, 3 episodi (1994-1995)
- Sola con i miei bambini (Abandoned and Deceived) – film TV (1995)
- Imparare a volare (Free of Eden) – film TV (1998)
- The Hoop Life – serie TV, 22 episodi (1999-2000)
- Seventeen Again – film TV (2000)

## Doppiatori italiani
Nelle versioni in italiano delle opere in cui ha recitato, Robert Hooks è stato doppiato da:
- Gino La Monica in Star Trek III - Alla ricerca di Spock
- Maurizio Reti in La signora in giallo (ep. 2x19)
- Elio Zamuto in La signora in giallo (ep. 11x12)
- Silvio Pandolfi in Glory & Honor
- Massimo Corvo in Flash (versione VHS)